# 广德公镇
广德公镇，是中华人民共和国内蒙古自治区赤峰市翁牛特旗下辖的一个乡镇级行政单位。

## 行政区划
广德公镇下辖以下地区：
广德公村、巴林道村、高家梁村、兰巴地村、关井子村、黄姑屯村、四分地村、郝窝铺村、长汉卜罗村、四合岭村、四道沟村、艾林沟村、关东铺子村和马家营子村。